# Небесный мандат героя
«Небесный мандат героя» (вьет. Thiên Mệnh Anh Hùng), в англоязычном прокате «Кровавое письмо» (англ. Blood Letter) — вьетнамский исторический фильм о боевых искусствах 2012 года режиссёра Виктора Ву. Экранизация второй части романа «Нгуен Чай» Буй Ань Тана, которая называется «Кровавое письмо».

## Сюжет
Главный герой, Нгуен Ву, ещё ребёнком становится свидетелем казни своих родителей и родственников по обвинению в убийстве императора, которые он считает несправедливыми. Казнить должны были и его самого, но слуга спас мальчика и спрятал его в монастыре. Там двенадцать лет мальчик рос и изучал боевые искусства. Однажды в монастыре произошёл обыск под руководством чиновника, отдавшего приказ казнить родственников Нгуена Ву. Ву узнаёт его и, желая отомстить ему и его повелительнице императрице Тхай Хау, приходит за ним в город. В этот момент в городе происходит нападение убийц на свиту дворянина, которому Нгуен Ву своим вмешательством спасает жизнь. Дворянин оказывается принцем Выонгом Зя, племянником убитого императора. Выонг Зя догадывается, кто такой Нгуен Ву, и прощает его, высказывая сомнения в справедливости приговора семье Нгуен.
Не оставляя планов мести, Ву пробирается во дворец императрицы. Во дворце он узнаёт о существовании некоего "кровавого письма" — письма, написанного придворным евнухом своей кровью перед смертью, и затем потерянного. Письмо содержит сведения, которые помогут сместить Тхай Хау с её трона, из-за чего она очень хочет найти это письмо раньше своих политических противников. Охрана дворца обнаруживает другого нарушителя — молодую девушку, которую Нгуен Ву спасает от охранников, и вместе они покидают дворец. Выясняется, что девушка — Хоа Сюан — также потеряла семью в результате бесчинств Тхай Хау и тоже желает отомстить. Движимые общей жаждой мести, после некоторых совместных приключений молодые люди находят "кровавое письмо". Нгуен Ву несёт письмо Выонгу Зя, чтобы тот помог наследнику императора сместить Тхай Хау с трона. В покоях принца Ву подсматривает, как принц пытается склонить к предательству императорского генерала Чан Тыонга и принять участие в заговоре против Тхай Хау. По плану Выонга Зя предполается убить всех членов императорской семьи, после чего с помощью кровавого письма Выонг сам займёт императорский трон. Нгуен Ву понимает, что принц ничем не лучше императрицы, и новая борьба за власть станет причиной нового кровопролития. Завязывается бой, Выонг Зя тяжело ранит Хоа Сюан, Нгуен Ву убивает его и Чан Тыонга. Чтобы сохранить жизни людей, Ву отказывается от мести и отдаёт письмо императрице Тхай Хау, позволяя ей сохранить свой трон и мир во дворце.

### Историчность сюжета
Сюжет фильма основан на реальных исторических событиях. Убитый император — это Ле Тхай-тонг, после смерти которого была казнена семья учёного и чиновника Нгуен Чая. Сын Нгуен Чая Нгуен Ань Ву, ставший прообразом главного героя, однако, не был свидетелем казни родителей: мать избежала казни и родила его уже позже. Императрица Тхай Хау — вдова Ле Тхай-тонга Нгуен Тхи Ань, мать наследника трона Ле Нян-тонга и регентша при нём.

## В ролях
| Актёр            | Роль                   |
| ---------------- | ---------------------- |
| Хюинь Донг       | Нгуен Ву               |
| Данг Тхи Ми Зунг | Хоа Сюан               |
| Ван Чанг         | императрица Тхай Хау   |
| Кхыонг Нгок      | генерал Чан Тыонг      |
| Ван Ань          | принц Выонг Зя         |
| Минь Тхуан       | монах-учитель          |
| Май Тхе Хьеп     | чиновник Ле Дай Нян    |
| Ким Хьен         | Хоа Ха сестра Хоа Сюан |

## Награды
- Золотой воздушный змей 2012 года[2].
- «Серебряный лотос» и награда за лучшую режиссёрскую работу на 18-м Вьетнамском кинофестивале[3].
- Приз жюри за полнометражный фильм на Ханойском международном кинофестивале в 2012 году.